# أرنولف
أرنولف (بالفرنسية: Arnoul de France) هو قسيس فرنسي، ولد في القرن العاشر، وتوفي في 5 مارس 1021 في رانس في فرنسا.